# Юркино (Мурманская область)
Юркино — упразднённая деревня в Кольском районе Мурманской области. Располагалась на реке Туломе. Население, проживавшее в деревне на протяжении XX века, теперь отсутствует, однако в настоящее время в Юркине находятся садоводческие товарищества мурманчан.

## История
В советское время существовал колхоз «Юркино». В XXI веке на этом месте расположены дачные товарищества.

## Транспорт
В Юркино останавливается автобус, связывающий Мурманск с посёлком Верхнетуломский. Время в пути от автовокзала Мурманска 55 минут.